# Väinö Hannikainen
Väinö Aatos Hannikainen  (né le 12 janvier 1900 à Jyväskylä; † le 7 août 1960 à Kuhmoinen) est un compositeur et harpiste finlandais.

## Biographie
Enfant, Väinö est maladif, il commence à étudier la musique à l'âge de 4-5 ans. 
Il étudie le piano à Jyväskylä, mais après avoir réussi le diplôme d'études secondaires, il aborde la harpe. 
À l'institut musical d'Helsinki, il étudie la composition, et l'orgue.
Il poursuit ses études à Berlin de 1921 à 1923 et plus tard il fait plusieurs voyages d'étude à Paris.
Väinö s'est produit comme harpiste en Finlande dans de nombreuses tournées, avec son frère Ilmari au piano pour l'accompagner. 
Comme soliste, il a joué à Berlin et Paris. 
De 1923 à 1957, il a été harpiste soliste de l'orchestre municipal d'Helsinki.

## Compositions
(fi) « Liste de ses compositions et manuscrits » [PDF] établie en 1999 par Marjut Hjelt et mise à jour en 2012 par Jerry Jantunen
- Aino, opéra de chambre
- un ballet,
- un poème symphonique,
- Concerto pour harpe (1922),
- Variations pour harpe et orchestre,
- Onnen linna, Op.5
- Sonate pour harpe (1919)
- des musiques de film,
- des lieder